# Flüstern & SCHREIEN – Ein Rockreport
flüstern & SCHREIEN – Ein Rockreport ist ein Dokumentarfilm aus der DDR, den Regisseur Dieter Schumann von 1985 bis 1988 für die DEFA geplant und gedreht hat.
Der Film bietet Einblicke in die Underground-Musikszene der DDR. Er wurde 1988 in den Kinos der DDR gezeigt und stellte dort ein Novum dar, da er die widersprüchlichen Lebenswelten der Vorwendezeit realistisch darstellte. Der Film machte die alternative Musik der DDR auch außerhalb ihrer Grenzen bekannt.
1994 und ab 1997 entstanden weitere Teile, die die Geschichten der Bands, ihrer Mitglieder, Fans und Subkulturen im wiedervereinigten Deutschland filmisch weiter dokumentieren.

## Teil 1 (1988)
Der erste Teil besteht aus Interviews und Live-Ausschnitten von Konzerten, unter anderem von sehr unterschiedlichen Bands wie Silly, Sandow, Feeling B, Die Firma mit André Greiner-Pol, Popgeneration und Chicoree (Dirk Zöllner/Die Zöllner).
Im Film werden neben den Musikern auch die Fans der Bands und Jugendliche aus verschiedenen Lebensumfeldern und Subkulturen gezeigt. Einige der porträtierten Musiker und Bands waren Teil einer Musikbewegung in der DDR, die unter dem Titel Die anderen Bands bekannt wurde.

### Entstehung und Rezeption
Der Film wurde von dem volkseigenen DDR-Filmunternehmen DEFA als Reaktion auf eine Studie beauftragt, die das Zentralinstitut für Jugendforschung Mitte der Achtzigerjahre veröffentlichte und aus der hervorging, dass Jugendliche im Alter zwischen 14 und 18 Jahren täglich drei bis vier Stunden Rockmusik hörten. Die DEFA stellte den Filmemachern ab 1985 umfangreiche personelle, finanzielle und technische Mittel für die Recherche und Realisierung zur Verfügung. Laut der Internetplattform filmernst, einer Initiative von Filmverband Brandenburg und Landesinstitut für Schule und Medien Berlin-Brandenburg, zählten 35 Mitarbeiter zum Drehstab, die Herstellungskosten lagen bei etwa 1,2 Millionen Mark. Die eigentlichen Dreharbeiten umfassten 65 Tage.
Gesicht und Charakter des Films wurden nach Auskunft des damaligen Co-Drehbuchautors Jochen Wisotzki durch eine zufällige Entwicklung stark beeinflusst, durch die die Amateur-Punkband Feeling B aus Berlin-Prenzlauer Berg als Protagonist mit aufgenommen wurde. Ursprünglich war die Band nicht für flüstern & SCHREIEN vorgesehen gewesen. Das Filmteam hatte in Schwerin im Zuge einer jährlich stattfindenden Badewannen-Regatta und einer dazugehörigen Rock-Nacht eigentlich Auftritte der Gruppe Chicorée sowie einer lokalen Band namens Glocke und Pohl drehen wollen. Doch die Rock-Nacht wurde kurzfristig abgesagt. Feeling B sollte dort schon mittags während der Regatta spielen und war darum bereits vor Ort. Die Band, zuvorderst Feeling-B-Sänger Aljoscha Rompe, suchte den Kontakt zur Filmcrew. Diese entschloss sich daraufhin, mit Feeling B zu drehen und die Gruppe als musikalischen und sozialen Gegenentwurf zu der in der DDR bereits etablierten Rockband Silly einzuführen.
Der erste Rohschnitt des Films hatte eine Länge von vier Stunden. Um die Wirkung des Films einzuschätzen, gab es hiermit zunächst Testvorführungen vor Schulklassen, bevor der Film nach einem geforderten Zensurschnitt am 19. August 1988 in einer Länge von 120 Minuten von der DEFA-Studioleitung, vom stellvertretenden Minister für Kultur und Leiter der Hauptverwaltung Film, Horst Pehnert, sowie von einem Mitglied des Zentralkomitees abgenommen wurde.
Premiere feierte der Film am 20. Oktober 1988 im Colosseum-Kino an der Schönhauser Allee im Bezirk Berlin-Prenzlauer Berg. Bei der offiziellen ersten Vorführung durften die beteiligten Bands nicht auftreten, um den Charakter des offiziellen Akts nicht zu stören. Bei der zweiten – für Zuschauer und Bands vorgesehenen – Premiere am 27. Oktober 1988 kam es zu Unruhe und Übergriffen, als mehrere Polizei-Einsatzkommandos das Kino umstellten und die Besucher durchsuchten. Vertreter des Ministeriums für Staatssicherheit rissen Plakate und Spruchbänder mit Zitaten aus dem Film ab, die das Filmteam nach Aussage von Dramaturg Jochen Wisotzki im Foyer aufgehängt hatte. Dem Team wurde ein Strafverfahren wegen Verunglimpfung der DDR angedroht, obwohl die Zitate im Zusammenhang mit dem Film zuvor freigegeben worden waren.
Der Film erlangte – auch hierdurch – eine große öffentliche Aufmerksamkeit und wurde mittels 33 Kopien in allen DDR-Bezirken gezeigt. Etwa 500.000 Zuschauer sahen sich den Dokumentarfilm daraufhin an. Zudem wurde flüstern & SCHREIEN 1989 auf der Berlinale gezeigt. Das Filmteam erhielt danach Einladungen zu zahlreichen internationalen Filmfestivals weltweit.

## Teil 2 (1994)
Der sogenannte Fortsetzungsfilm trägt offiziell den Titel flüstern & SCHREIEN 1988/1994 – Feeling B und Sandow – zwei Ostberliner Bands zwischen Vergangenheit und Gegenwart. Er war eine reine TV-Produktion und wurde nur zweimal ausgestrahlt – erstmals am 1. Mai 1995 im MDR und ein zweites und letztes Mal am 12. Juni 1995 im ORB. Der Film hatte eine Länge von 104 Minuten und gliederte sich in zwei Teile: Die ersten 40 Minuten bestanden aus einem Zusammenschnitt des Films von 1988. Im zweiten Teil griff die Dokumentation schwerpunktmäßig die Entwicklung von Feeling B und Sandow nach der Wende auf. Dargestellt wurde auch die Gründungsphase der Band Rammstein. 
Das dort versendete etwa einstündige Nachwende-Material trug laut den Buchautoren Ronald Galenza und Heinz Havemeister den Titel „flüstern & SCHREIEN Teil II“ und entstand erneut unter der Regie von Dieter Schumann. Für das Drehbuch zeichnete Roland K. G. Gernhardt verantwortlich. Letzterer verkürzte später seinen Namen auf Carl G. Hardt und ist der Regisseur des „dritten“ Teils mit dem Titel Achtung! Wir kommen (…).
Die im MDR und ORB versendete Produktion – und somit auch „flüstern & SCHREIEN Teil II“ – ist laut der Firma Telepool in Leipzig, beim MDR verantwortlich für den Zuschauer-Mitschnittservice, „juristisch gesperrt“. Sie darf aus diesem Grund nicht mehr vervielfältigt oder gesendet werden.

## Teil 3 (Diverse Fassungen: 1997–2002, 2008, 2015)
Achtung! Wir kommen. Und wir kriegen Euch alle ist ein Dokumentarfilm, der an die beiden "flüstern & SCHREIEN"-Werke zumindest in Teilen anknüpft. Er trägt darum auch den Untertitel Schreien und flüstern und lachen mit (...). Unterschiedliche Fassungen davon erschienen zwischen 1997 und 2002 sowie in den Jahren 2008 und 2015. 
Regisseur und Produzent des Werks ist Roland K. G. Gernhardt (Carl G. Hardt) – dieser war schon bei flüstern und SCHREIEN als Produzent bzw. Drehbuchautor tätig. Gernhardt/Hardt 
begleitete unter anderem die Musiker von Feeling B und Sandow – beide waren in den Vorgängerfilmen Protagonisten – mit der Kamera. Er fing dabei das Ende von Feeling B sowie die Anfänge von Rammstein ein. 
Gernhardt/Hardt wollte aber zusätzlich Gruppen aus Ostdeutschland porträtieren, die in den vorhergegangenen Produktionen keine Rolle spielten. Hierzu zählten – je nach Fassung – Rammstein, aber auch Freygang, Santa Clan, The Inchtabokatables, Blind Passengers, Die Skeptiker und In Extremo. 
Dass Gernhardt/Hardt den fertigen Film mehrfach umschneiden musste, hatte verschiedene Gründe. So hatte ihm das Rammstein-Management die Nutzung des teilweise schon Jahre zuvor entstandenen Materials für den Film untersagt, Gernhardt/Hardt zufolge unter anderem, weil er sich weigerte, das Alter der Bilder mit Jahreszahleinblendungen kenntlich zu machen. Genaueres zu den Gründen des Verbots ist aber nicht bekannt. 
Weitere Neufassungen des Films entstanden aufgrund des plötzlichen Todes zweier Musiker, die im Erzählstrang zur Band Feeling B eine Rolle gespielt hatten: 1999 war einer der frühen Bassisten von Feeling B, Christoph Zimmermann, bei einem Flugzeugabsturz umgekommen. Im November 2000 starb dann Feeling-B-Sänger Aljoscha Rompe an einem Asthmaanfall – und mit ihm ein wichtiger Protagonist des gesamten Films. Den Tod der beiden wollte Gernhardt/Hardt nicht unberücksichtigt lassen.
Ursprünglich hatte er – Schilderungen eines Ex-Bandkollegens von Rompe zufolge – vor, ein Gedenkkonzert zu Ehren Rompes zu organisieren und dort die Bands aus seinem Film auftreten zu lassen. Dies scheiterte aber am Widerstand der Musiker von Feeling B neu. Diese wollten beim Konzert die wahren Wegbegleiter und Freunde Rompes, darunter Bands wie die Bolschewistische Kurkapelle schwarz-rot und die anderen, aber auch die Ursprungsmusiker von Feeling B (heute Rammstein) auf die Bühne bitten. Die Bands aus Gernhardts/Hardts Film zählten teilweise nicht zum befreundeten Kreis Rompes. Dies so zu organisieren und zu drehen, wurde wiederum von Gernhardt/Hardt abgelehnt. So fand das Gedenkkonzert am 19. Dezember 2000 in der Berliner Kulturbrauerei ohne organisatorische Beteiligung Gernhardt/Hardts statt.
Es gibt nur wenige Kritiken zu den verschiedenen Filmfassungen. Ein Tagesspiegel-Journalist bezeichnete den Film im Jahr 2001 – damit also die damalige Fassung – als "wirr". Zudem vermutete der Autor des Artikels im Hinblick auf den jahrelangen Rechtsstreit mit dem Rammstein-Management, dass Letzteres Anstoß an der Darstellung der Musiker genommen haben könnte. Diese würden im Film als "nette Jungs" präsentiert, was nicht zum Image der Band passen würde.
Dass Gernhardt/Hardt den Film über das Jahr 2008 hinaus offenbar weiter umgeschnitten hat – zu den Gründen hierzu ist nichts bekannt –, belegt ein Interview, das er im Jahr 2016 gab. Hier berichtet er, der Film sei in seiner letzten Schnittfassung erst einmal, nämlich am 11. September 2015, in der Berliner Kulturbrauerei gezeigt worden. Im Publikum habe Rammstein-Keyboarder Christian Flake Lorenz gesessen.